# 静岡県小笠山総合運動公園アリーナ
静岡県小笠山総合運動公園アリーナ（しずおかけんおがさやまそうごううんどうこうえんアリーナ）は、静岡県袋井市の小笠山総合運動公園内にある多目的アリーナ。施設は静岡県が所有し、静岡県サッカー協会グループが指定管理者として運営管理を行っている。通称はエコパアリーナ。

## 概要
第58回国民体育大会（2003年）の会場として、1999年に建設工事に着手、2001年12月に竣工した。工事費は100億9,890万円である。なお、観客席数は6,308席（固定席4,832席、可動席1,440席、移動席・車椅子席36席）だが、エコパアリーナの施設ガイドでは収容人員を最大10,000人としている。
ディズニー・オン・アイスを定期的に開催している。

## 過去の開催イベント
2003年
- 第58回国民体育大会（NEW!!わかふじ国体）
- 第3回全国障害者スポーツ大会（わかふじ大会）

2009年
- 5月 - 日本プロバスケットボールリーグ（bjリーグ）・カンファレンス セミファイナル
- 11月 - 第24回国民文化祭閉会式・グランドフィナーレ

2010年
- 8月 - 『ウォーキングwithダイナソー〜驚異の恐竜王国』の舞台『ウォーキング・ウィズ・ダイナソー ライブアリーナツアー』

2012年
- 11月 - 第36回全国育樹祭
- 12月 - bjリーグ・浜松・東三河フェニックス公式戦

2022年
- 2月 - RIZIN TRIGGER 2nd

なお、過去に開催したコンサートの一覧は「エコパアリーナ公式サイト」を参照のこと。

## 公園内その他の施設
- 静岡県小笠山総合運動公園スタジアム（エコパスタジアム）
- 静岡県小笠山総合運動公園補助競技場

## アクセス
電車
- JR東海道本線・愛野駅から徒歩約15分[3]。

自動車
- 東名高速道路掛川インターチェンジから約8分[3]
- 東名高速道路袋井インターチェンジから約14分[3]